# Hierodula striatipes
Hierodula striatipes är en bönsyrseart som beskrevs av Werner 1933. Hierodula striatipes ingår i släktet Hierodula och familjen Mantidae. Inga underarter finns listade i Catalogue of Life.